# Dumuzid, el pescador

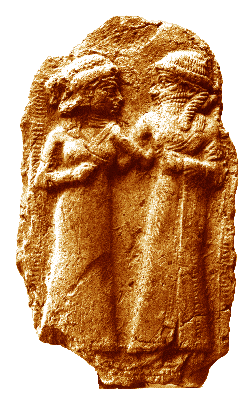
Una antigua representación sumeria del matrimonio de Inanna y Dumuzid.

Dumuzid, "el pescador," originalmente de Kuara en Sumeria, fue el tercer rey en la primera Dinastía de Uruk, y el predecesor de Gilgamesh, de acuerdo a la lista de reyes de Sumeria. La lista de los reyes también afirma que él capturó sin ayuda a Mebaragesi, gobernador de Kish, y afirma que él gobernó en Uruk durante 100 años - mucho menos que los 1200 años que atribuye a su predecesor, Lugalbanda, "el pastor".
Puede haber habido cierta confusión en las primeras composiciones sumerias entre esta figura y la de "Dumuzid, el pastor", quién llaman el rey de Uruk, y quien aparece como una deidad (Tammuz) en obras posteriores. Sin embargo, la lista de reyes sumerios dice que Dumuzid, el pastor gobernó antes de la inundación, y en Bad-tibira, no en Uruk.